# Hood Took Me Under
Hood Took Me Under é um single do grupo americano de gangsta rap Compton's Most Wanted. Foi lançado em seu terceiro álbum de estúdio, Music to Driveby. A canção figurou na trilha sonora do video game de 2004 Grand Theft Auto: San Andreas, na fictícia estação de rádio Radio Los Santos. No vídeo clipe da música, várias cenas mostram a vida das gangues de South Los Angeles, mostrando entrevistas com gangsters e um garotinho crescendo com as gangues e acabando na prisão. A canção usa o sample de Walk on By, de Isaac Hayes.

## Faixas
12"
1. "Hood Took Me Under" (Radio Remix) - 3:39
2. "Hood Took Me Under" (Remix) - 3:39
3. "Hood Took Me Under" (Remix Instrumental) - 3:39
4. "Hood Took Me Under" (O.G. Radio Mix) - 3:39
5. "Who's Fucking Who?" (O.G. Mix) - 1:46
6. "Who's Fucking Who?" (O.G. Instrumental) - 1:46

CD
1. "Hood Took Me Under" (O.G. Radio Mix) - 3:39
2. "Hood Took Me Under" (Radio Remix) - 3:39
3. "Hood Took Me Under" (Remix Instrumental) - 3:39
4. "Hood Took Me Under" (Dirty Remix) - 3:39